# 殷淑儀
殷 淑儀（いん しゅくぎ、? - 462年）は、南朝宋の孝武帝の淑儀（側室）。諱は知られていない。

## 経歴
南郡王劉義宣（宋の武帝の六男で、孝武帝の叔父）の娘として生まれた。
孝建元年（454年）、劉義宣が敗死すると、殷琰の家人であると称し、姓を殷氏と改めて、孝武帝の後宮に入り、淑儀に立てられた。劉子鸞・劉子羽・劉子雲・劉子文・劉子師および第12皇女を産んだ（劉子羽・劉子雲・劉子文は夭折した）。大明6年（462年）4月に死去し、貴妃の位を追贈され、諡は宣といった。孝武帝は殷氏の死を悲しんで、漢の武帝の『李夫人賦』を模して賦を詠んだ。
後に即位した前廃帝（孝武帝の嫡長子）は、自身の廃太子を画策した殷氏への恨みを忘れず、殷氏の墓を暴き、殷氏の子女をみな殺害した。

## 伝記資料
- 『宋書』巻80 列伝第40
- 『南史』巻11 列伝第1